# Deset egipatskih zala
Deset egipatskih zala, (hebrejski: מכות מצרים, Makot Mitzrayim) je naziv za deset nedaća koje su snašle Egipćane nakon što je njihov faraon odbio osloboditi izraelski narod iz sužanjstva.
Prema Knjizi Izlaska, Jahve se ukazao Mojsiju na brdu Horebu i pozvao ga da izbavi svoj narod iz Egipta. Mojsije se vratio u Egipat izvršiti Božji nalog. Ne zna se točno je li u to vrijeme Egiptom vladao faraon Ramzes II. ili Neferhotep I. Mojsije moli faraona da pusti njegov narod, ali tvrdokorno faraonovo srce odbija ih pustiti. 
Zato ih Bog kazni mnogim nedaćama: pretvaranje vode iz Nila u krv (Izl 7:14-25), najezda žaba (Izl 7:26-8:11), najezda komaraca (Izl 8:12-15), najezda obadi (Izl 8:16-28), pošast kuge među stokom (Izl 9:1-7), kožne bolesti (Izl 9:8-12), tuča i oluja (Izl 9:13-35), najezda skakavaca (Izl 10:1-20), tama nad svom zemljom egipatskom (Izl 10:21-29).
Nakon svakog od tih devet zala, faraon je odbijao pustiti Izraelce. Bog na to odluči udariti na Egipat desetim, najstrašnijim zlom: pomorom egipatske prvorođenčadi. Svi su prvorođenci, počev od faraonova sina pa do prvine u stoke poumirali. Tek tada ih je faraon pustio.
Ps 78, 44-46

## Opis u Bibliji

### Pretvaranje vode u krv
Sva se voda u Rijeci prometnu u krv. Ribe u Rijeci pocrkaše; Rijeka se usmrdje, tako da Egipćani nisu mogli piti vodu iz Rijeke; krv bijaše po svoj zemlji egipatskoj. Ali egipatski vračari svojim vračanjem učiniše isto. Tako faraon ostade tvrdokorna srca: nije htio poslušati Mojsija i Arona, kako je Jahve i kazao. Faraon se okrenu i ode u svoj dvor, ne uzimajući ni to k srcu. Svi su Egipćani počeli kopati oko Rijeke tražeći pitke vode jer nisu mogli piti vode iz Rijeke.

### Žabe
Kad je prošlo sedam dana kako je Jahve udario po Rijeci, Ako odbiješ da ih pustiš, svu ću ti zemlju kazniti žabama. Rijeka će vrvjeti žabama. One će izići i prodrijeti u tvoj dvor, u ložnicu, u tvoju postelju, u kuće tvojih službenika i tvoga naroda, pod sačeve i naćve tvoje. Onda Jahve reče Mojsiju: "Reci Aronu neka ispruži svoju ruku sa štapom povrh rijeka, prokopa i jezeraca i učini da žabe navale na egipatsku zemlju." Aron pruži svoju ruku povrh egipatskih voda, i žabe iziđoše i prekriše zemlju egipatsku.

### Komarci
Onda će opet Jahve Mojsiju: "Reci Aronu neka zamahne svojim štapom i udari po prahu na tlu neka se pretvori u komarce po svoj zemlji egipatskoj." I učine tako: zamahne Aron rukom i štapom te udari po prahu na tlu. Komarci navale na ljude i životinje. Sav prah na tlu pretvori se u komarce po svoj zemlji egipatskoj. Vračari pokušaše da svojim vračanjem stvore komarce, ali nisu mogli. Ljudi i životinje postanu plijenom komaraca.

### Obadi
Ako ne pustiš moga naroda, pripustit ću obade na te, na tvoje službenike, na tvoj puk i tvoje domove. Egipatski domovi i samo tlo na kojem stoje vrvjet će od obada. Ali ću toga dana izuzeti gošenski kraj, u kojem živi moj narod, te se ondje obadi neće pojaviti, tako da znaš da sam ja Jahve u središtu zemlje. I učini Jahve tako. Rojevi obada nalete u faraonov dvor, na domove njegovih službenika i po svoj zemlji egipatskoj. Zemlja nastrada od obada.

### Pomor stoke
Ako ga ne pustiš, nego ga i dalje budeš zadržavao, ruka Jahvina udarit će strašnim pomorom po tvome blagu što je u polju: po konjima, magaradi, devama, krupnoj i sitnoj stoci. Jahve je odredio i vrijeme, rekavši: "Sutra će Jahve izvesti ovo u zemlji."  Sutradan Jahve tako i učini. Sva stoka Egipćana ugine, a od stoke Izraelaca nije uginulo ni jedno grlo.

### Kožne bolesti
Reče Jahve Mojsiju i Aronu: "Zagrabite pune pregršti pepela iz peći, pa neka ga Mojsije pred faraonovim očima baci prema nebu. Od toga će nastati sitna prašina po svoj zemlji egipatskoj, i na ljudima će i na životinjama izazivati otekline i stvarati čireve s kraja na kraj Egipta."  Tako oni uzeše pepela iz peći i dođoše pred faraona. Onda Mojsije rasu pepeo prema nebu, a otekline s čirevima prekriše ljude i životinje.

### Tuča i oluja
Sutra u ovo doba pustit ću tuču tako strašnu kakve u Egiptu još nije bilo otkad je postao do sada...  Mojsije diže svoj štap prema nebu. Jahve zagrmje i pusti tuču i munje sastavi sa zemljom. Sipao je Jahve tuču po zemlji Egipćana. Tuča je mlatila, kroz nju munje parale. Strahota se takva nije oborila na zemlju egipatsku otkako su ljudi u njoj. Tuča pobi po svem Egiptu sve što je ostalo vani, ljude i životinje; uništi sve bilje po poljima i sva stabla poljska polomi.

### Skakavci
Jer ako ne pustiš moga naroda, sutra ću navesti skakavce na tvoju zemlju. Tako će prekriti površinu da se zemlja od njih neće vidjeti. Pojest će ono što vam je iza tuče ostalo; i ogolit će vam sva stabla što po polju rastu.

### Tama
"Pruži ruku prema nebu", rekne Jahve Mojsiju, "pa neka se tmina spusti na egipatsku zemlju, tmina koja će se moći opipati." Mojsije pruži ruku prema nebu i spusti se gusta tmina na svu zemlju egipatsku: tri je dana trajala.  Tri dana nisu ljudi jedan drugoga mogli vidjeti i nitko se sa svoga mjesta nije micao. A u mjestima gdje su Izraelci živjeli sjala svjetlost.

### Smrt prvorođenčadi
"Još ću samo jednom nedaćom udariti faraona i Egipat", reče Jahve Mojsiju. "Poslije toga pustit će vas odavde. I više: sam će vas odavde potjerati.